# クリストバル・バレンシアガ
クリストバル・バレンシアガ・エイサギーレ（Cristóbal Balenciaga Eizaguirre, 発音 [kɾisˈtoβal βalenˈθjaɣa ejθaˈɣire], 1895年1月21日 - 1972年3月23日）は、スペイン・ゲタリア出身のファッションデザイナー。バスク人。バレンシアガの創設者。

## 生涯
1895年、バスク地方にあるビスケー湾に面した漁村、ギプスコア県ゲタリアに生まれた。母親は裁縫師であり、幼少のバレンシアガは作業を行う母親の下で過ごした。12歳の時に洋裁師見習いとして働きはじめ、ティーンエイジャーの時には、ゲタリアの町でもっとも高貴な身分のカーサ・トーレス伯爵夫人がバレンシアガの顧客・パトロンとなった。伯爵夫人はバレンシアガをマドリードに送り、そこで正式に洋裁師としての修業を積んだ。1919年にギプスコア県サン・セバスティアンにブティックを開店させ、やがてマドリードとバルセロナに支店を開いた。スペイン王室と王侯貴族がバレンシアガの顧客となったが、1936年に勃発したスペイン内戦の影響でこれらの店を閉め、バレンシアガはフランス・パリに移住した。1937年8月にはパリのジョルジュ・サンク通りにクチュールメゾンを開店させた。メゾンはこれ以来パリを本拠地とした。
ハーパース・バザー誌の編集者カーメル・スノーは初期の顧客である。1950年代から1960年代にかけてのオートクチュールの顧客には、ポーリーヌ・ド・ロートシルト、グロリア・ギネスらがいた。当時、コルセットでウェストを絞るデザインが流行していたのに対し、1955年発表のチュニック・ドレスや1957年のサック・ドレスなど、平面的なフォルムの作品を発表、多くの支持を得た。ユベール・ド・ジバンシーはアシスタントをつとめたことがあり、またオスカー・デ・ラ・レンタもメゾンで働き影響を受けた。アメリカ合衆国の元大統領ジョン・F・ケネディは妻のジャクリーンと連れだってバレンシアガの服を購入していた。バレンシアガは「クチュール界の建築家」と呼ばれ、ココ・シャネルは彼を「すべてを一人でこなすことのできるただ一人のクチュリエ」と評した。
1960年にはスペイン出身のファビオラ・デ・モラ・イ・アラゴンがボードゥアン1世と結婚し、バレンシアガはファビオラのウェディングドレスを制作した。王妃は後にウェディングドレスをクリストバル・バレンシアガ財団に寄贈している。
パリで働きはじめてから30年後の1968年、74歳のバレンシアガはパリ、バルセロナ、マドリード、その他の店を閉めて引退することを決めた、プレタポルテ部門はフランス人デザイナーのニコラ・ゲスキエールが引き継いだ。1972年3月23日、バレンシア州アリカンテ県シャビアで死去した。生前には経営の傍らでファションデザインの授業を受け持ち、教え子には前述のユベール・ド・ジバンシー、オスカー・デ・ラ・レンタ以外に、アンドレ・クレージュ、エマニュエル・ウンガロ、ミラ・ショーンなどがいる。今日、バレンシアガの高級服店はVETEMENTSのデムナ・ジバサリアが監督、グッチグループの所有の下で営業を続けている。

## 死後
2011年3月24日、アメリカ合衆国・サンフランシスコのデ・ヤング美術館で「バレンシアガとスペイン」展が開幕し、バレンシアガのキャリアを追憶する120点が展示された。ロダルテ(Rodarte)のデザイナーであるLaura Mulleavyは、バレンシアガの影響の大きさを「測ることはできない」と述べた。美術館は350人のゲストに対して1枚2,500ドルの資金集めのためのパーティを開催し、マリッサ・メイヤー、ジェイミー・ティッシュ、グウィネス・パルトロウ、オーランド・ブルーム、バルサザール・ゲティ、マギー・ライザー、コニー・ニールセン、マリア・ベロ、ミア・ワシコウスカなどが出席した。2011年6月7日、スペイン王妃ソフィアによって出身地のゲタリアにバレンシアガ博物館が開館し、バレンシアガ財団名誉館長であるユベール・ド・ジバンシーが出席した。バレンシアガのデザインによる1,200点以上のコレクションを持ち、その一部はジバンシーのような弟子や、ベルギー王妃ファビオラ・デ・モラ・イ・アラゴン、モナコ大公妃グレース・ケリーなどのような顧客からの寄贈による。